# Jörund
Jörund (en vieux norrois : Jörundr), également connu sous le nom de Jorund ou encore Eorund (né vers 487 à Gamla Uppsala en Suède et mort vers 548 à Oddesund au Danemark), est un roi légendaire de Suède du VIe siècle appartenant à la dynastie des Ynglingar.
Il est le fils d'Yngvi et le père d'Aun le Vieux.

## Biographie
Il règne principalement sur le Svealand.
D'après la Saga des Ynglingar, la dynastie est chassée du pouvoir par Haki, le frère de Hagbard. Avec son frère Éric, Jörund mène une vie d'aventure sur les mers de Scandinavie. Ils remportent notamment une grande victoire sur le roi Gudlög du Hålogaland et le pendent à Stromones.
Les deux frères lèvent ensuite une armée pour reconquérir le trône de leurs ancêtres. Ils engagent leurs navires dans le Mälaren avant de marcher vers Gamla Uppsala. En chemin, ils rencontrent les troupes de Haki, et une bataille s'engage. Haki parvient à tuer Éric et contraint Jörund à battre en retraite, mais il est grièvement blessé et meurt peu après.
Jörund monte ainsi sur le trône, mais il ne met pas un terme à sa vie de pirate pour autant. Lors d'un coup de main dans le Limfjord, il est découvert par Gylaug, le fils de Gudlög, qui venge son père en infligeant le même sort à Jörund.

## Famille

### Mariage et enfants
D'une union avec une femme inconnue, il eut :
- Aun le Vieux.